# Goshin-jitsu
 Der er for få eller ingen kildehenvisninger i denne artikel, hvilket er et problem. Du kan hjælpe ved at angive troværdige kilder til de påstande, som fremføres i artiklen.

Goshin-Jitsu er en kampsport, der udspringer af Ju-jutsu. Goshin-Jitsu betragtes dog mest som en selvforsvarssport med islæt fra den traditionelle Ju-jutsu foruden den sportslige Ju-Jitsu. Oprindelsen af Goshin-Jitsu stammer fra slutningen af 1950'erne på øen Okinawa, hvor den blandt andet har en forbindelse med selvforsvarsdelen i Karate.

## Kampsporten
Goshin-Jitsu betyder "selvforsvars kunsten" eller "Kunsten at lære at kunne forsvare sig selv". Princippet er, at den enkelte udøver på den mest enkelte og effektive måde, skal kunne passivisere en eller flere angribere. Goshin-Jitsu består af to dele, et basisprogram og et forsvarsprogram, hvor teknikkerne hovedsageligt kommer fra Karate, Judo, Ju-jutsu og Aikido.
Basisprogrammet er bygget op i flere grundteknikker med træning i fald, anatomi, låseteknik, kaste teknik, slag og sparketeknik, kata og våbenteknik. Forsvarsprogrammet har ingen fastlagte teknikker og er baseret på sammensætning af teknikkerne fra basisprogrammet, således at udøveren skal kunne et fastsat antal øvelser indenfor hver forsvarsgruppe.
Indenfor Goshin-Jitsu konkurrerer man i discipliner som random-attack, reaktionsbane, kata, liggende og stående kamp.